# Brett Kelly
Brett Edward Kelly (Vancouver, British Columbia, 30 de outubro de 1993) é um ator canadense que estrelou nos filmes Papai Noel às Avessas, e Like Mike 2: Streetball bem como The Sandlot 2 e Menores Desacompanhados. Brett recentemente estrelou no filme Trick 'r Treat. Kelly nasceu em Vancouver e frequentou o St. Thomas More Collegiate; atualmente vive em Surrey, British Columbia. 

## Filmografia
- High School (2010)
- Trick 'r Treat (2009)
- Slap Shot 3: The Junior League (2008)
- Masters of Horror (2007) (série: 1 episódio)
- Unaccompanied Minors (2006)
- Birthdays and Other Traumas (2006)
- Like Mike 2: Streetball (2006)
- Just a Phase (2006) (TV)
- The Sandlot 2 (2005)
- Dead Like Me (2004) (série: 3 episódios)
- Bad Santa (2003)
- Cheats (2002)
- Out Cold (2001, criança)
- Kill Me Later (2001)
- Bad Santa 2 (2016)

## Prêmios e indicações
| Prêmios | Prêmios   | Prêmios             | Prêmios             | Prêmios                     |
| Ano     | Resultado | Premiação           | Categoria           | Título                      |
| ------- | --------- | ------------------- | ------------------- | --------------------------- |
| 2004    | Venceu    | PFCS Awards         | Melhor Ator         | Papai Noel às Avessas       |
| 2007    | Indicado  | Young Artist Awards | Melhor Elenco Jovem | Menores Desacompanhados     |
| 2007    | Indicado  | Leo Awards          | Melhor Ator         | Birthdays and Other Traumas |